# Pennantia
Pennantia J.R.Forst. & G.Forst., 1776 è un genere di piante angiosperme dell'ordine Apiales, unico genere della famiglia Pennantiaceae J.Agardh, 1858.

## Tassonomia
Il genere comprende le seguenti specie:
- Pennantia baylisiana (W.R.B.Oliv.) G.T.S.Baylis
- Pennantia corymbosa J.R.Forst. & G.Forst.
- Pennantia cunninghamii Miers
- Pennantia endlicheri Reissek